# Acmaeoderopsis hassayampae
Acmaeoderopsis hassayampae är en skalbaggsart som först beskrevs av Knull 1961.  Acmaeoderopsis hassayampae ingår i släktet Acmaeoderopsis och familjen praktbaggar. Inga underarter finns listade i Catalogue of Life.